# Gefrees
Gefrees – miasto w Niemczech, w kraju związkowym Bawaria, w rejencji Górna Frankonia, w regionie Oberfranken-Ost, w powiecie Bayreuth. Leży w Smreczanach, przy autostradzie A9 i drodze B2.
Miasto położone jest ok. 20 km na południowy zachód od Bayreuth, ok. 25 km na południowy zachód od Hof i ok. 86 km na północny wschód od Norymbergi. 

## Dzielnice
W skład miasta wchodzą następujące dzielnice: 
| - Ackermannshof - Bechertshöfen - Böseneck - Bucheck - Entenmühle - Falls - Falls-Bahnhof - Gefrees - Gottmannsberg - Grünstein - Grünhügel | - Haidlas - Hämmerlas - Hermersreuth - Hinterbug - Höflas - Hollenreuth - Hutschenreuth - Kesselberg - Kirschbaumeinzel - Knopfhammer - Kornbach | - Lochnerseinzel - Lübnitz - Lützenreuth - Metzlersreuth - Meyerhof - Mittelbug - Moos - Neubau - Neuenreuth - Oberbug - Oberneuenreuth | - Petzet - Sandeinzel - Schamlesberg - Schweinsbach - Stein - Streitau - Streitauer Mühle - Unterbug - Witzleshofen - Wundenbach - Zettlitz |

## Polityka
Burmistrzem jest Harald Schlegel z SPD, jego poprzednikiem w latach 1984-2002 był Rudolf Ruckdeschel. Rada miasta składa się z 16 członków:
|      | CSU | SPD | Wolni Wyborcy | Związek Wyborców Gefrees-Land | Razem     |
| 2002 | 5   | 7   | 2             | 2                             | 16 miejsc |